# Marek Greniewski
Marek Józef Greniewski (ur. 4 czerwca 1932 w Warszawie, zm. 31 grudnia 2023) – matematyk, informatyk, przedsiębiorca, nauczyciel akademicki.

## Życiorys

### Wykształcenie
W latach 1950–1955 studiował na kierunku matematycznym Uniwersytetu Warszawskiego. Tytuł doktora nauk technicznych uzyskał w 1956 na Politechnice Warszawskiej za rozprawę dotyczącą zastosowania metod algebraicznych do projektowania sieci przełączających. Habilitację uzyskał w 1970 w SGPiS Warszawa z zakresu przetwarzania danych dla potrzeb zarządzania. 

### Praca zawodowa
W latach 1954–1955 był asystentem w Katedrze Matematyki Politechniki Warszawskiej, kierowanej przez prof. Stefana Straszewicza. W marcu 1956 Greniewski został kierownikiem nowo utworzonej pracowni obliczeniowej w Instytucie Badań Jądrowych PAN. Do tej pracowni został włączony zespół kierowany przez Romualda Marczyńskiego pracujący nad budową maszyny EMAL-2. Greniewski z zespołem zajmował się pisaniem biblioteki programów standardowych dla tej maszyny. 
W połowie 1958 Greniewski odbył kilkutygodniową praktykę w ośrodku obliczeniowym Zjednoczonego Instytutu Badań Jądrowych w Dubnej. Z tego pobytu przywiózł kilkanaście tysięcy rdzeni ferrytowych (do pamięci ferrytowych) .
W ramach porozumienia Rządu PRL z ONZ Greniewski w 1962, jako stypendysta Międzynarodowej Organizacji Pracy uczestniczył w kilkutygodniowym szkoleniu w firmie ICL, a następnie w 1964 w szkoleniu dotyczącym nowej linii komputerów ICL serii 1900. W maju 1967 był w składzie delegacji do Wielkiej Brytanii, nawiązującej kontakty z firmami komputerowymi, w szczególności z ICL. Przyczynił się do podpisania porozumienia o przekazaniu praw do wykorzystania oprogramowania komputerów ICL serii 1900 na maszynach serii Odra 1300. Był członkiem Państwowej Komisji Oceny Maszyn Matematycznych – kierowanej przez prof. Antoniego Kilińskiego.
W latach 1967–1970 był kierownikiem ośrodka obliczeniowego w Centralnym Ośrodku Doskonalenia Kadr Kierowniczych (CODKK). W latach 1970–1976 był głównym specjalistą w Zjednoczeniu „Mera”, ds. zastosowań komputerów serii Odra 1300. 
W 1975 odbył praktykę na Wydziale Zarządzania Inżynierii Komputerowej Uniwersytetu Michigan w Ann Arbor. Po powrocie, w latach 1976–1983 został dyrektorem naczelnym w Centrum Komputeryzacji Rynku CEKAR działającym na potrzeby handlu wewnętrznego – zorganizował produkcję mikroprocesorowych kas rejestrujących .
W latach 1984–2000 był docentem w Zakładzie Nauk Zarządzania PAN, gdzie był też promotorem 4 prac doktorskich. Od 2000 przeszedł do działalności dydaktycznej w wyższych niepublicznych szkołach prywatnych, organizując wydziały z kierunkiem informatycznym. W 2019 był profesorem informatyki w Europejskiej Uczelni w Warszawie (dawniej: Informatyczno-Ekonomicznej).
Był członkiem założycielem Polskiego Towarzystwa Informatycznego.

## Publikacje
- Algebry (m+n)-elementowe i ich zastosowania do układów przekaźnikowo-stykowych, Zastosowania Matematyki, R.4 (1958–1959) nr 2, s. 142–168.
- Utilisation des Loggiques Trivalentes dans la Theorie des Mecanismes Automatiques, J. Symbolic Logic 24 (1959), no. 3, 257[9].
- Wstęp do programowania i modelowania cyfrowego, Państwowe Wydawnictwo Naukowe (1961)[a][10].
- Robot kierownictwa. Automatyczne przetwarzanie danych, Państwowe Wydawnictwo Naukowe (1967).
- Kilka uwag o powołaniu Centrum Obliczeniowego PAN, referat na konferencji „40 lat informatyki w Polsce”, październik 1988 r., Informatyka (1989), nr 8–12, s. 25
- Trochę wspomnień z początków informatyki w Polsce – lata 1948–63, w tomie: Rozwój zastosowań informatyki, PTI Oddział Górnośląski, Katowice (2006) s. 243–249 – wspomnienia spisane w 1993 roku
- Komputery Odra-1300, [w:] Strategie informatyzacji, PTI Oddział Górnośląski, Katowice (2006) s. 247–257
- Informatyka a logika formalna wraz z podstawami walidacji programów komputerowych, Oficyna wydawnicza Europejskiej Uczelni, Warszawa (2016)

## Odznaczenia i wyróżnienia
- Srebrny Krzyż Zasługi – za prace nad komputerami Odra 1300 (1975)
- Nagroda Pierwszego Stopnia Ministra Przemysłu Maszynowego (1975)
- Medal 70-lecia Polskiej Informatyki – przyznany przez Kapitułę PTI (2018)